# Cortes de Évora de 1408
Em 1408 realizaram-se as Cortes de Évora onde teve início em Portugal a concessão por parte da coroa de um subsídio que visava assegurar aos segundos filhos das famílias nobres (privados de rendimento próprio pelo sistema de herança) a possibilidade de continuar a viver na corte sem perda de estatuto socioeconómico.